# 자기 드럼

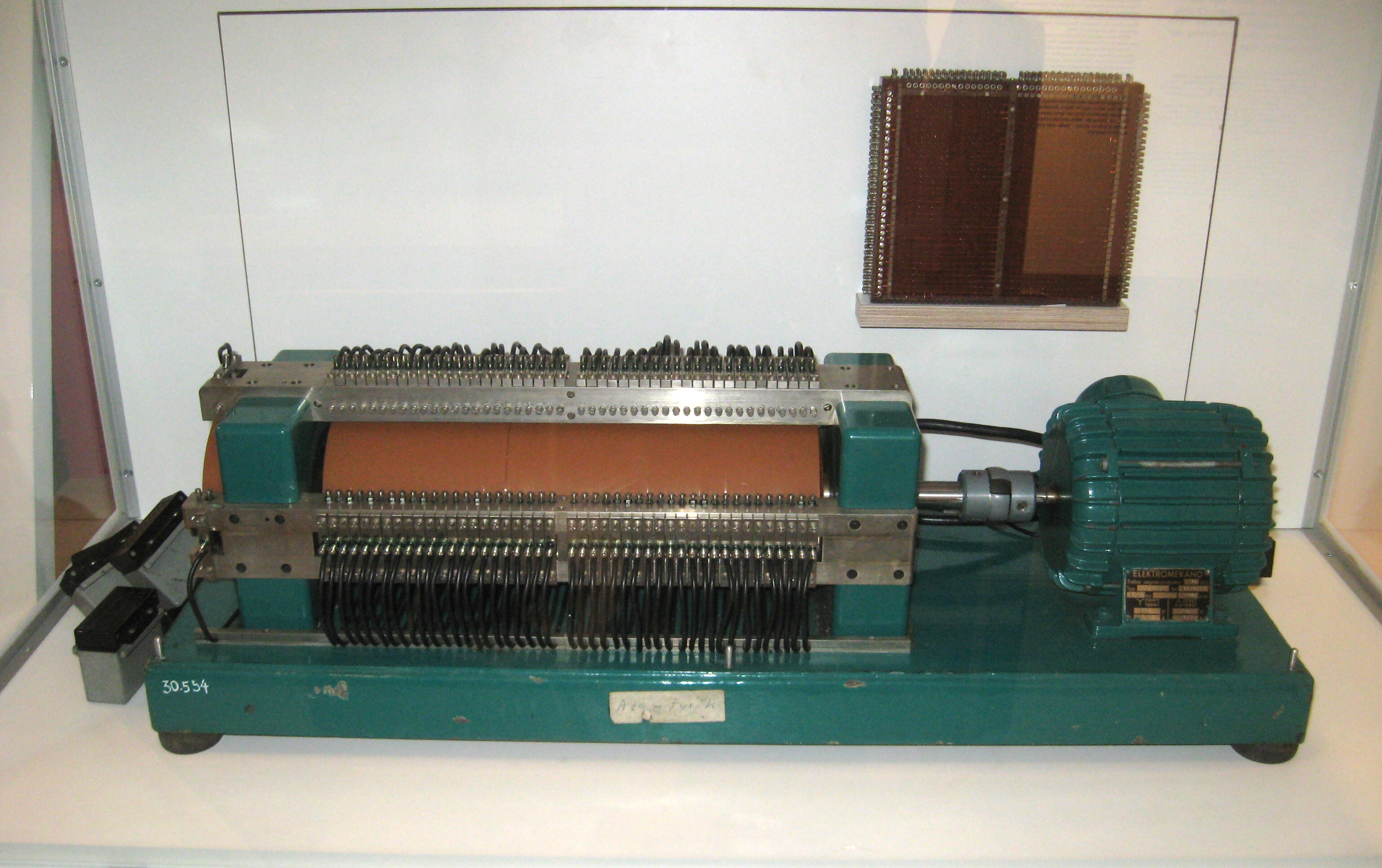

자기 드럼(磁氣 Drum) 또는 드럼 메모리(drum memory)는 구형의 자기 기억장치이다.
둥그런 원형 표면에 자성 물질을 발라 놓아 자화시킬 수 있도록 만든 것으로, 원통 둘레를 트랙이라 하며, 각 트랙마다 읽고 쓰는 헤드가 하나씩 있어서 원통이 한 바퀴 도는 동안 자료를 읽거나 쓸 수 있다. 컴퓨터가 처음 개발되었을 때에는 처리 속도가 빠르기 때문에 컴퓨터의 주기억 장치로 사용되기도 했으나, 기억 용량이 매우 작아 지금은 사용되고 있지 않다.
드럼 컴퓨터 또는 드럼 머신이라고 불리는 많은 초기 컴퓨터는 드럼 메모리를 컴퓨터의 주요 작업 메모리로 사용했다. 일부 드럼은 다양한 IBM 드럼 스토리지 드라이브와 같은 보조 스토리지로도 사용되었다.
드럼은 크기, 속도, 비용, 신뢰성 및 추가 개선 가능성의 더 나은 균형을 제공하는 자기 코어 메모리로 기본 컴퓨터 메모리로 대체되었다. 그런 다음 드럼은 저렴하고 밀도가 높은 저장 공간을 제공하는 보조 저장 장치인 하드 디스크 드라이브로 교체되었다. 1970년대에 드럼 생산이 중단되었다.

## 같이 보기
- 맨체스터 마크 1
- 랜덤 액세스 메모리

## 참고 자료
- 이 문서에는 다음커뮤니케이션(현 카카오)에서 GFDL 또는 CC-SA 라이선스로 배포한 글로벌 세계대백과사전의 내용을 기초로 작성된 글이 포함되어 있습니다.